# Sesteró
Un sesteró és una mesura antiga de volum utilitzada a la zona pirinenca catalana, sobretot a Andorra, que solia equivaler a una sisena part d'una quartera. Equival a 12,22 litres.
Com les altres existents en el món agrari català, foren oficialment suprimides amb la implantació del Sistema mètric decimal, però en alguns àmbits rurals els pagesos encara s'entenen amb aquesta mesura, a l'hora de considerar la capacitat de les terres que treballen, per exemple.

## Etimologia
El nom d'aquesta mesura procedeix del nombre sis, ja que era una sisena part de la quartera. Tot i la coincidència de forma, no té directament res a veure amb el poble segarrenc de Sisteró, del terme municipal dels Plans de Sió.